# مهندس معماري
المُهندس المعماري هو الشخص الذي يصمم المباني من كل الأنواع، ويدير تنفيذها، والاسم باليونانية القديمة مركّب من كلمتين: “archi” أي رئيس، و“tectura” أي البناؤون، فالمعماري هو رئيس البنّائين، والعمارة هي أول الحِرَف، أو رأسها، ويعود ذلك إلى الأزمنة التاريخية الأولى، وقبل نشوء الأكاديميات المتخصصة بالعمارة والفنون في القرن السادس عشر، في فرنسا خاصة، وفي الغرب عامة.

## التاريخ
هناك مسافة زمنية كبيرة إذاً، بين من يعتبره البعض أول معماري عرف في التاريخ وهو المعماري الفرعوني “أمحتب”، وبين المعماري خريج الأكاديميات التي أنشئت في عصر النهضة في أوروبا، مثل أكاديمية العمارة التي أنشأها كولبير في باريس عام 1671م، وغيرها من الأكاديميات.

المعماري الذي كان كاهناً أو رجل دين في بداية الأزمنة التاريخية، وصار رئيس البنّائين الحرفيين في اليونان القديمة، ومهندساً في روما، أصبح في عصر النهضة أركيتتُّوره (Architettore) في إيطاليا وأرشيتكتور (Architecteur) في فرنسا، أي معمارياً وفق تعريف اليوم. وهو مستشار في الفن، مهمته المساعدة على تطبيق القواعد والرموز والأنماط.
وهناك مسافة زمنية أخرى، تفصل بين معماريي عصر النهضة، من جهة، ومعماريي المدرسة الوطنية العليا للفنون الجميلة التي أُنشئت في باريس عام 1869، أو معمار مدرسة الفنون الجميلة التي أُنشئت في إسطنبول عام 1888، ومهندس الثورات الصناعية المتلاحقة في النصف الثاني من القرن التاسع عشر، من جهةٍ أخرى.

## الفلسفة والمفهوم

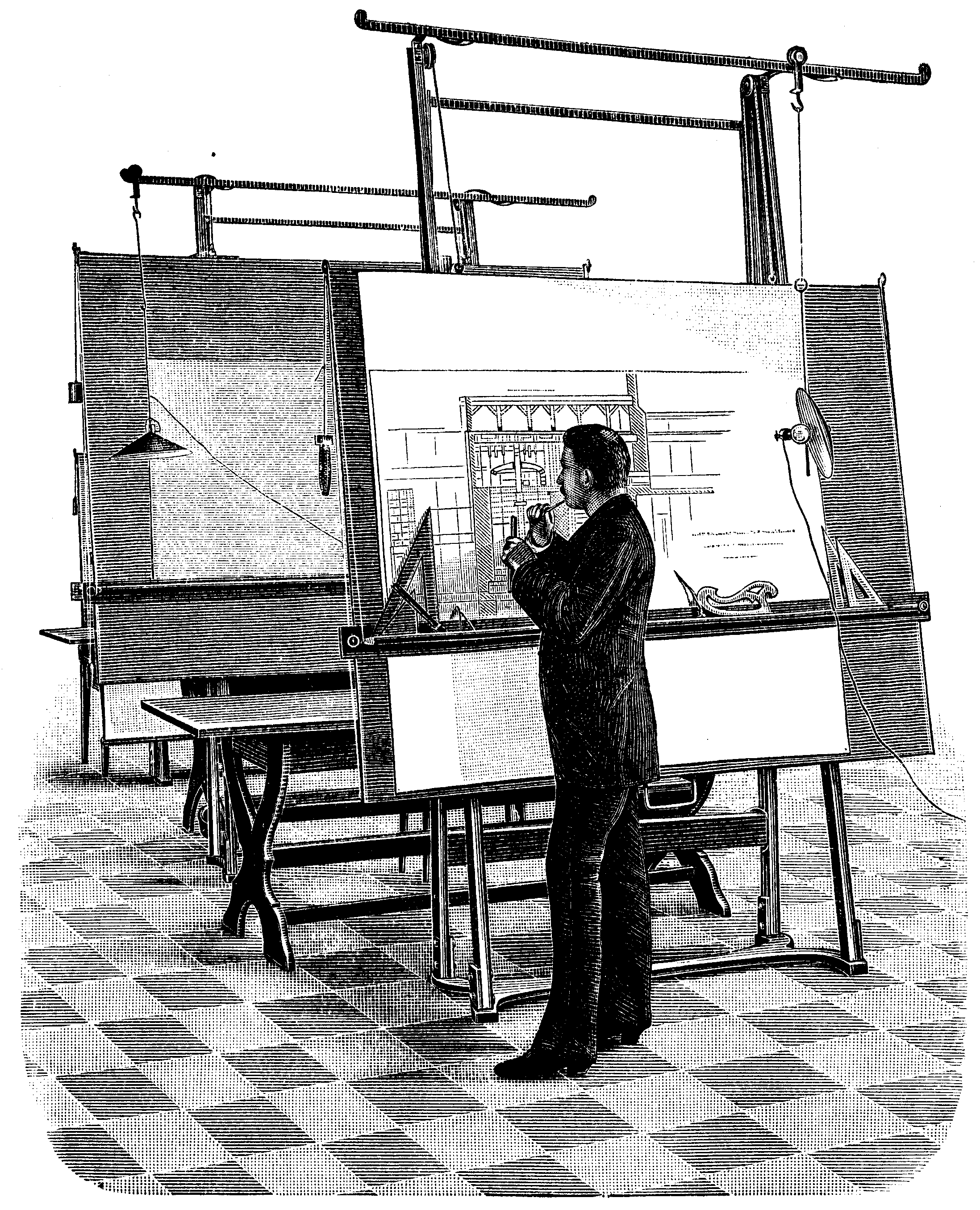
مهندس معماري، 1893

المعماري هو الشخص الذي تتدخل أفكاره في حياة كل إنسان على وجه الأرض فهو الذي يشكل الفراغ الذي يعيش فيه أي إنسان في الوجود، فهو يشكل فراغ المنزل والمدرسة والمستشفى والمكتب والنادي والمطار والمحلات التجارية وحتى السجون. فالإنسان لا يكاد يخرج من مبنى صممه مهندس معماري إلا ليدخل مبنى آخر صممه مهندس معماري آخر، فالمهندس المعماري هو الذي يشكل فراغ المباني من الداخل وشكلها من الخارج ويحدد ويرسم ويوجه حركة الناس بها وحركة مستخدمي هذه المباني فإذا كان تصميم المدرسة مثلا جيدا من حيث الإضاءة الطبيعية والتهوية والارتفاعات مناسبة لسن الطلاب مستعملي المبنى ولحركتهم فيه فإن ذلك سينعكس بالإيجاب على تحصيلهم العلمي والعكس صحيح تماما، فإذا كان تصميم المستشفى مثلا غير مناسب لراحة المرضى أو حركة الأطباء وسرعة وصول الخدمات الطبية للمرضى فيكون ذلك سببا في عدم شفاء المرضى بسرعة أو نجاح علاجهم ولذلك فإن خبرة وكفاءة المهندس المعماري المصمم لأي مشروع تنعكس مباشرة على المجتمعات البشرية والإنسانية، بل إن المهندس المعماري هو الذي يصنع حضارة الشعوب ورقيها وتمدنها لأن الفرد عندما يزور أي دولة لأول مرة في حياته فإنه يحكم مباشرة على حضارة هذا البلد أو تخلفه من شكل وتنسيق مبانيها ومطارها وشوارعها وذلك من قبل أن يتعامل مع أهله أو حتى يتكلم كلمة واحدة مع أي من مواطنيها.